# The Narrows (film)
The Narrows is een film uit 2008 onder regie van François Velle, naar een boek van Tim McLoughlin.

## Verhaal
Mike Manadoro is een 19-jarige jongen uit Brooklyn die vast komt te zitten tussen twee werelden.

## Rolverdeling
| Acteur            | Personage      |
| ----------------- | -------------- |
| Kevin Zegers      | Mike Manadoro  |
| Vincent D'Onofrio | Vinny Manadoro |
| Sophia Bush       | Kathy Popovich |
| Eddie Cahill      | Nicky Shades   |
| Monica Keena      | Gina           |